# François-Louis d'Adhémar de Panat
Pour les articles homonymes, voir Familles d'Adhémar.
François-Louis d'Adhémar de Panat (3 décembre 1715, château de Panat - 12 avril 1792, Limbourg), est un général et homme politique français, député aux États généraux de 1789.

## Biographie
Il est le fils de René-Marc Adhémar de Panat, capitaine au régiment de Gondrin, et de Claudine d'Albignac de Triadou.
Entré comme page du roi dans la grande écurie en 1732, François d'Adhémar de Panat fut nommé, en 1735, cornette du régiment de Royal-Navarre et fut successivement nommé lieutenant en 1739, aide-major en 1741, major et chevalier de l'ordre de Saint-Louis en 1746, lieutenant-colonel en 1748, commandant en chef de l'École de cavalerie de Metz, en 1764, mestre de camp, brigadier de cavalerie en 1767, commandeur de l'ordre royal et militaire de Saint-Louis en 1779 et enfin maréchal de camp le 1er mars 1780.
Franc-maçon, il fut présent comme visiteur à l'allumage des feux de la loge parisienne "La Candeur" le 22 octobre 1775.
Lors de la Révolution, la noblesse de la sénéchaussée de Rodez le choisit pour député aux États généraux, le 21 mars 1789. Il n'y prit jamais la parole, et se contenta d'adresser dès le début une déclaration au président de l'assemblée.
Le vicomte d'Adhémar de Panat fit partie du comité militaire nommé par l'Assemblée constituante, le 4 octobre 1789 : il vota toujours avec la droite jusqu'en 1791, époque à laquelle il émigra et servit comme commandant d'une division de la noblesse à l'Armée des princes.
Il mourut à l'étranger l'année d'après.